# Tony Shalhoub
Anthony Marcus "Tony" Shalhoub (født 9. oktober 1953 i Green Bay, Wisconsin) er en amerikansk filmskuespiller.
Han har optrådt i fjernsyn siden midten af 1980'erne og fik sin spillefilmdebut i Quick Change (Hurtige penge, 1990). Han spillede læge i Longtime Companion (1990) og var hysterisk Hollywood-instruktør i brødrene Coens Barton Fink (1991). Efter biroller i Honeymoon in Vegas (Honeymoon i Las Vegas, 1992) og I.Q. (1994) spillede han den perfektionistiske kok i Big Night (1996) som modtog positiv kritik. Shalhoub har siden haft karakterroller i bl.a. Gattaca (1997), Men in Black (1997; opfølger 2002), The Siege (Under angreb, 1998) og The Man Who Wasn't There (2001). Han havde en morsom rolle i den amerikanske sitcom Wings (På vingerne, 1990-97) og havde titelrollen i politiserien Monk (Detektiv Monk, 2002-09) som fobisk efterforsker.

## Filmografi

### Film
| År   | Titel                                            | Rolle                       | Noter           |
| ---- | ------------------------------------------------ | --------------------------- | --------------- |
| 1986 | Heartburn                                        | Airplane Passenger          | Some scenes cut |
| 1989 | Longtime Companion                               | Paul's Doctor               |                 |
| 1990 | Quick Change                                     | Taxicab Driver              |                 |
| 1991 | Barton Fink                                      | Ben Geisler                 |                 |
| 1992 | Honeymoon in Vegas                               | Buddy Walker                |                 |
| 1993 | Addams Family Values                             | Jorge                       |                 |
| 1993 | Searching for Bobby Fischer                      | Chess Club Member           |                 |
| 1994 | I.Q.                                             | Bob Rosetti                 |                 |
| 1996 | Big Night                                        | Primo                       |                 |
| 1997 | A Life Less Ordinary                             | Al                          |                 |
| 1997 | Gattaca                                          | German                      |                 |
| 1997 | Men in Black                                     | Jack Jeebs                  |                 |
| 1998 | A Civil Action                                   | Kevin Conway                |                 |
| 1998 | The Siege                                        | Agent Frank Haddad          |                 |
| 1998 | The Impostors                                    | Voltri, First Mate          |                 |
| 1998 | Paulie                                           | Misha Belenkoff             |                 |
| 1998 | Primary Colors                                   | Eddie Reyes                 |                 |
| 1999 | Galaxy Quest                                     | Fred Kwan                   |                 |
| 1999 | The Tic Code                                     | Phil                        |                 |
| 2001 | Thirteen Ghosts                                  | Arthur Kriticos             |                 |
| 2001 | The Man Who Wasn't There                         | Freddy Riedenschneider      |                 |
| 2001 | Spy Kids                                         | Mr. Alexander "Alex" Minion |                 |
| 2002 | Life or Something Like It                        | Prophet Jack                |                 |
| 2002 | Made-Up                                          | Max Hires                   | Also director   |
| 2002 | Impostor                                         | Nelson Gittes               |                 |
| 2002 | Men in Black II                                  | Jack Jeebs                  |                 |
| 2002 | Spy Kids 2: The Island of Lost Dreams            | Mr. Alexander "Alex" Minion |                 |
| 2003 | Spy Kids 3-D: Game Over                          | Mr. Alexander "Alex" Minion |                 |
| 2003 | Party Animals                                    | Celebrity Father            |                 |
| 2003 | T for Terrorist                                  | Man in White Suit           |                 |
| 2003 | Something More                                   | Mr. Avery                   |                 |
| 2004 | The Last Shot                                    | Tommy Sanz                  |                 |
| 2004 | Against the Ropes                                | Sam LaRocca                 |                 |
| 2005 | The Naked Brothers Band: The Movie               | Himself                     |                 |
| 2005 | The Great New Wonderful                          | Dr. Trabulous               |                 |
| 2006 | Cars                                             | Luigi (voice)               |                 |
| 2007 | Careless                                         | Mr. Roth                    |                 |
| 2007 | AmericanEast                                     | Sam                         |                 |
| 2007 | 1408                                             | Sam Farrell                 |                 |
| 2008 | L.A. Actors                                      | Bum                         |                 |
| 2009 | Feed the Fish                                    | Sheriff Anderson            |                 |
| 2010 | How Do You Know                                  | Psychiatrist                |                 |
| 2011 | Cars 2                                           | Luigi (voice)               |                 |
| 2013 | Movie 43                                         | George                      | Deleted sketch  |
| 2013 | Pain & Gain                                      | Victor Kershaw              |                 |
| 2014 | Teenage Mutant Ninja Turtles                     | Master Splinter (voice)     |                 |
| 2016 | Teenage Mutant Ninja Turtles: Out of the Shadows | Master Splinter (voice)     |                 |
| 2016 | Custody                                          | Jason Schulman              |                 |
| 2016 | The Assignment                                   | Dr. Ralph Galen             |                 |
| 2017 | Breakable You                                    | Adam Weller                 |                 |
| 2017 | Final Portrait                                   | Diego Giacometti            |                 |
| 2017 | Cars 3                                           | Luigi (stemme)              |                 |
| 2017 | They Shall Not Perish                            | Karnig Parnian              |                 |
| 2018 | Rosy                                             | Dr. Godin                   |                 |
| 2021 | Rumble                                           | Fred (voice)                |                 |
| 2022 | Linoleum                                         | Dr. Alvin                   |                 |
| 2023 | Flamin' Hot                                      | Roger Enrico                |                 |
| TBA  | Play Dirty                                       | TBA                         | Filming         |

### Tv
| År        | Titel                                                                | Rolle                   | Noter                              |
| --------- | -------------------------------------------------------------------- | ----------------------- | ---------------------------------- |
| 1986      | The Equalizer                                                        | Terrorist               | Episode: "Breakpoint"              |
| 1987      | Spenser: For Hire                                                    | Dr. Hambrecht           | Episode: "The Road Back"           |
| 1988      | Alone in the Neon Jungle                                             | Nahid                   | TV movie                           |
| 1989      | Money, Power, Murder                                                 | Seth Parker             | TV movie                           |
| 1989      | Day One                                                              | Enrico Fermi            | TV movie                           |
| 1991      | Monsters                                                             | Mancini                 | Episode: "Leavings"                |
| 1991–1997 | Wings                                                                | Antonio Scarpacci       | 144 episodes                       |
| 1992      | Dinosaurs                                                            | Jerry (voice)           | Episode: "Fran Live"               |
| 1993      | Gypsy                                                                | Uncle Jocko             | TV movie                           |
| 1995      | Gargoyles                                                            | The Emir (voice)        | Episode: "Grief"                   |
| 1995      | The X-Files                                                          | Dr. Chester Ray Banton  | Episode: "Soft Light"              |
| 1996      | Radiant City                                                         | Narrator                | TV movie                           |
| 1996      | Frasier                                                              | Manu Habib              | Episode: "The Focus Group"         |
| 1996      | Almost Perfect                                                       | Alex Thorpe             | Episode: "Auto Neurotic"           |
| 1997      | Men in Black: The Series                                             | Jack Jeebs (voice)      | 2 episodes                         |
| 1999      | That Championship Season                                             | George Sitkowski        | TV movie                           |
| 1999      | Ally McBeal                                                          | Albert Shepley          | Episode: "Those Lips, That Hand"   |
| 1999–2000 | Stark Raving Mad                                                     | Ian Stark               | 22 episodes                        |
| 2000      | MADtv                                                                | Taxi Cab Driver/Himself | 2 episodes                         |
| 2001      | The Heart Department                                                 | Dr. Joseph Nassar       | TV movie                           |
| 2002–2009 | Monk                                                                 | Adrian Monk             | Lead role (125 episodes)           |
| 2011      | Too Big to Fail                                                      | John Mack               | TV movie                           |
| 2011      | Five                                                                 | Mitch Taylor            | TV movie                           |
| 2012      | Hemingway & Gellhorn                                                 | Koltsov                 | TV movie                           |
| 2013      | We Are Men                                                           | Frank Russo             | 7 episodes                         |
| 2013–2014 | Cars Toons: Tales from Radiator Springs                              | Luigi (voice)           | 3 episodes                         |
| 2015      | Nurse Jackie                                                         | Dr. Bernard Prince      | 8 episodes                         |
| 2016      | The Blacklist                                                        | Alistair Pitt           | Episode: "Alistair Pitt (No. 103)" |
| 2016      | BrainDead                                                            | Red Wheatus             | Main role (13 episodes)            |
| 2017–2023 | The Marvelous Mrs. Maisel                                            | Abe Weissman            | 43 episodes                        |
| 2017      | Mickey and the Roadster Racers                                       | Luigi (voice)           | Episode: "Roaming Around Rome"     |
| 2019–2020 | Elena of Avalor                                                      | Zopilote (voice)        | 6 episodes                         |
| 2020      | Peacock Presents: The At-Home Variety Show Featuring Seth MacFarlane | Adrian Monk             | Episode: "Monk in Quarantine"      |
| 2020–2022 | Central Park                                                         | Marvin (voice)          | 7 episodes                         |
| 2022      | Cars on the Road                                                     | Luigi (voice)           | Episode: "Dino Park"               |
| 2023      | The Company You Keep                                                 | Frankie Musso           | 2 episodes                         |
| 2023      | Mr. Monk's Last Case: A Monk Movie                                   | Adrian Monk             | TV movie                           |

### Teater
| År   | Titel                                        | Rolle                                      | Scene                      |
| ---- | -------------------------------------------- | ------------------------------------------ | -------------------------- |
| 1980 | As You Like It                               | Oliver                                     | American Repertory Theater |
| 1980 | The Berlin Requiem and The Seven Deadly Sins | Paddle Wheel/Boss/Horse                    | American Repertory Theater |
| 1980 | Lulu                                         | Ferdinand/Casti-Piani                      | American Repertory Theater |
| 1981 | Has "Washington" Legs?                       | Wesley                                     | American Repertory Theater |
| 1981 | The Marriage of Figaro                       | Figaro                                     | American Repertory Theater |
| 1981 | Sganarelle- An evening of Molière farces     | Alcidas/Lélie/Leandre                      | American Repertory Theater |
| 1982 | The Journey of the Fifth Horse               | Pandalevski/Bizmionkov                     | American Repertory Theater |
| 1982 | Rundown                                      | Spear                                      | American Repertory Theater |
| 1982 | Three Sisters                                | Solyony                                    | American Repertory Theater |
| 1983 | Waiting for Godot                            | Pozzo                                      | American Repertory Theater |
| 1983 | The Boys from Syracuse                       | Sergeant                                   | American Repertory Theater |
| 1983 | Baby with the Bathwater                      | Father/Voice of Psychologist               | American Repertory Theater |
| 1983 | The School for Scandal                       | Joseph Surface                             | American Repertory Theater |
| 1983 | Measure for Measure                          | Angelo                                     | American Repertory Theater |
| 1984 | Six Characters in Search of an Author        | The Son                                    | American Repertory Theater |
| 1984 | Holy Wars: Morocco and The Road to Jerusalem | Mr. Kempler/Ari                            | American Repertory Theater |
| 1986 | The Odd Couple                               | Jesus Costazuela                           | Broadhurst Theatre         |
| 1987 | Richard II                                   | Sir William Bagot                          | Shakespeare in the Park    |
| 1987 | Henry IV, Part 1                             | Poins/Sir Richard Vernon                   | Shakespeare in the Park    |
| 1988 | Zero Positive                                | Patrick                                    | The Public Theater         |
| 1988 | Rameau's Nephew                              | Lui                                        | Classic Stage Company      |
| 1988 | For Dear Life                                | Jake                                       | The Public Theater         |
| 1989 | The Heidi Chronicles                         | Scoop Rosenbaum (replacement)              | Plymouth Theatre           |
| 1992 | Conversations with My Father                 | Charlie                                    | Royale Theatre             |
| 1997 | The Old Neighborhood                         | Bobby                                      | American Repertory Theater |
| 2007 | The Scene                                    | Charlie                                    | Second Stage Theatre       |
| 2010 | Lend Me a Tenor                              | Henry Saunders                             | Music Box Theatre          |
| 2012 | Golden Boy                                   | Mr. Bonaparte                              | Belasco Theatre            |
| 2014 | Act One                                      | Moss Hart, Barnett Hart, George S. Kaufman | Vivian Beaumont Theatre    |
| 2015 | The Mystery of Love and Sex                  | Howard                                     | Mitzi E. Newhouse Theater  |
| 2015 | Happy Days                                   | Willie                                     | The Flea Theater           |
| 2016 | The Band's Visit                             | Tewfiq Zakaria                             | Atlantic Theater Company   |
| 2017 | The Price                                    | Walter Franz                               | American Airlines Theatre  |
| 2017 | The Band's Visit                             | Tewfiq Zakaria                             | Ethel Barrymore Theatre    |
| 2024 | What Became Of Us                            | Z                                          | Atlantic Theater Company   |

### Computerspil
| År   | Titel                                     | Stemmerolle |
| ---- | ----------------------------------------- | ----------- |
| 1997 | Fallout: A Post-Nuclear Role-Playing Game | Aradesh     |
| 2006 | Cars                                      | Luigi       |
| 2007 | Cars Mater-National Championship          | Luigi       |
| 2009 | Cars Race-O-Rama                          | Luigi       |
| 2011 | Cars 2                                    | Luigi       |

### Producer
| År      | Titel         | Noter        |
| ------- | ------------- | ------------ |
| 2003–09 | Monk          | 125 episodes |
| 2005    | Mush          | Short film   |
| 2009    | Pet Peeves    | Short film   |
| 2009    | Feed the Fish |              |